# 馬蒂尼鎮區 (密歇根州)
馬蒂尼鎮區（英語：Martiny Township）是位於美國密歇根州米科斯塔縣的一個行政鎮區。

## 地方資料
馬蒂尼鎮區的面積為91.80平方千米，當中陸地面積為82.80平方千米，而水域面積為9.00平方千米。根據2020年美國人口普查的數據，當地共有人口1594人，而人口密度為每平方千米17.4人。